# 原住民文化權 (臺灣)
原住民文化權是中華民國法律一個發展中的权利，內涵為政府應該尊重原住民先於國家政權存在的基本事實，並進而保障其文化之傳承及發展，包含語言、狩獵、祭祀、土地、習慣等。然而就原住民文化權具體之性質及內涵，比如究竟屬於集體權或個人權，以及是否屬於宪法層次之權利，又其具體內涵如何仍具爭議性。

## 法律依據

### 國際法
|  | 公民與政治權利國際公約第27條：「凡有種族、宗教或語言少數團體之國家，屬於此類少數團體之人，與團體中其他分子共同享受其固有文化、信奉躬行其固有宗教或使用其固有語言之權利，不得剝奪之。」 |

### 中華民國憲法
|  | 中華民國憲法第22條：「凡人民之其他自由及權利，不妨害社會秩序公共利益者，均受憲法之保障。」 中華民國憲法增修條文第10條第11項：「國家肯定多元文化，並積極維護發展原住民族語言及文化。」 中華民國憲法增修條文第10條第12項：「國家應依民族意願，保障原住民族之地位及政治參與，並對其教育文化、交通水利、衛生醫療、經濟土地及社會福利事業予以保障扶助並促其發展，其辦法另以法律定之。對於澎湖、金門及馬祖地區人民亦同。」 |

### 原住民族基本法
|  | 第1條（立法目的）：「為保障原住民族基本權利，促進原住民族生存發展，建立共存共榮之族群關係，特制定本法。」 |

其內容包含：
- 第10條（文化保存與維護）
- 第11條（部落及山川回復傳統名稱
- 第12條（原住民族傳播及媒體近用權）
- 第13條（保護傳統之生物多樣性知識及智慧創作）
- 第14條（原住民族經濟政策之訂定）
- 第17條（原住民族工作權之保障）
- 第20條（原住民族土地及自然資源權利）
- 第23條（政府應尊重原住民族生活方式等之權利）

## 權利內涵
在歷史上原住民是受到主流文化的征服，而在既有的法體系中，通常難以透過選舉民意代表取得統治權，使其文化常遭到主流族群的忽視與隔絕，而原住民文化權的內涵，正是在於積極正視原住民的文化具有「權利」的性質，由於權利的相對即是國家負有義務保存、促進原住民族之文化。雖然原住民文化權在憲法增修條文中已有明訂，然而是否屬於憲法位階上之權利仍有爭議，但至少可以肯定的是，對於原住民文化權的保護，乃是屬於憲法上基本國策，國家具有保護義務，而應受國家的制度性保障。

## 相關爭議

### 反亞泥還我土地運動
涉及原住民土地權、文化權、環境權與亞洲水泥公司之間的爭議。

### 政府採購得標廠商應進用一定比例原住民案
釋字第719號解釋係於民國103年（西元2014年）作成，涉及原住民族工作權與廠商營業自由之衝突，當時之原住民族工作權保障法第十二條第一項、第三項及政府採購法第九十八條，規定關於政府採購得標廠商於國內員工總人數逾一百人者，應於履約期間僱用原住民，人數不得低於總人數百分之一，進用原住民人數未達標準者，應向原住民族綜合發展基金之就業基金繳納代金，就此司法院大法官認為國家具有保障扶助並促進原住民族發展之義務，該規定對營業自由的限制符合憲法，並警告立法者，該規定所能提供者，多屬短期或不具技術性之工作，難以增進原住民長期穩定之工作機會及專業技能，國家仍應透過具體政策與作為，積極實踐上開憲法增修條文對於原住民族工作權之保障。

### 王光祿案
涉及原住民文化權、狩獵權與野生動物保育、槍枝管理之爭議。